# If a Song Could Get Me You (sång)
"If A Song Could Get Me You" är en singel av den norska sångerskan Marit Larsen. Låten är skriven och komponerad av Marit Larsen själv tillsammans med Kåre Vestrheim och är hennes första internationellt släppta singel. Först så släpptes den i augusti 2008 i Norge till hennes andra studioalbum The Chase. Den blev hennes 3:e singel att toppa singellistan i Norge. 24 juli 2009 släpptes den internationellt till hennes samlingsalbum med samma namn i Österrike, Island, Tyskland och Schweiz. I både Österrike och Tyskland blev den en singeletta. Den sålde även platinum i både Tyskland (300,000+) och Schweiz (30,000+) samt guld i Österrike (15,000+).

## Listplaceringar
| Lista (2008/2009)        | Topplacering |
| ------------------------ | ------------ |
| European Hot 100 Singles | 5            |
| Islands singellista      | 19           |
| Norges singellista       | 1            |
| Schweiz singellista      | 2            |
| Tysklands singellista    | 1            |
| Österrikes singellista   | 1            |